# Flick of the Wrist
"Flick of the Wrist"  é uma canção da banda de rock inglesa Queen, lançado como Lado B junto com Killer Queen no Reino Unido, Canadá, na Holanda, os EUA e a maioria dos outros territórios. Ela foi escrita pelo vocalista Freddie Mercury para o álbum Sheer Heart Attack.
A música inclui Freddie Mercury cantando em oitava de vocais. Quando Brian May retornou da recuperação de uma hepatite, não havia escutado a música antes de gravar a linha de guitarra e backing-vocals.

## Ficha técnica
Banda
- John Deacon - baixo
- Freddie Mercury - vocais
- Brian May - vocais de apoio, guitarra e composição
- Roger Taylor - bateria e vocais de apoio